# Pneumodermopsis canephora
Pneumodermopsis canephora is een slakkensoort uit de familie van de Pneumodermatidae. De wetenschappelijke naam van de soort is voor het eerst geldig gepubliceerd in 1924 door Pruvot-Fol.